# Sâmbăta de Sus
Sâmbăta de Sus is een Roemeense gemeente in het district Brașov.

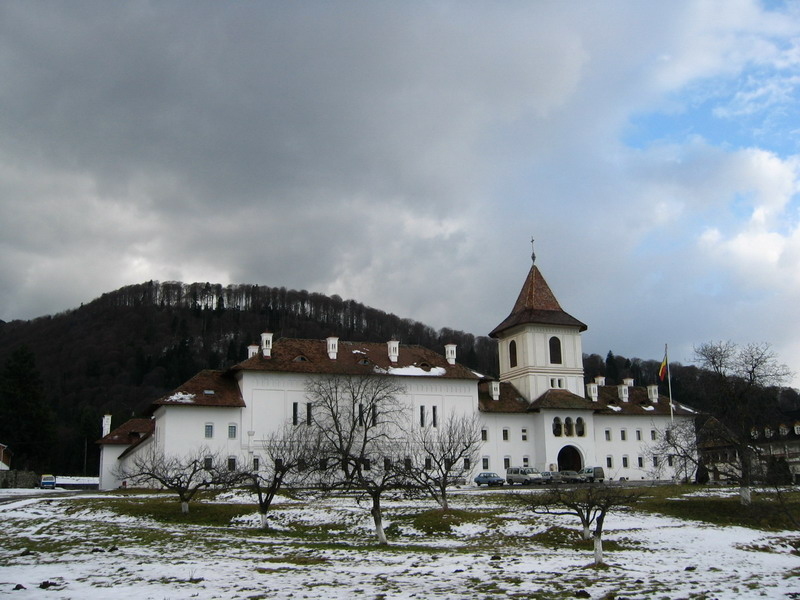
Sâmbăta de Sus

Sâmbăta de Sus telt 1437 inwoners.